# NRP Douro (1935)
NRP Douro – portugalski niszczyciel z dwudziestolecia międzywojennego, jedna z siedmiu jednostek typu Douro. Okręt został zwodowany 16 sierpnia 1935 roku w stoczni Estaleiro Real de Lisboa w Lizbonie, a w skład Marinha Portuguesa wszedł 11 lutego 1936 roku. Jednostka, modernizowana w latach 40. XX wieku, została skreślona z listy floty w grudniu 1959 roku.

## Projekt i budowa
NRP „Douro” był jednym z pięciu portugalskich niszczycieli typu Douro (po sprzedaży jednostki prototypowej Kolumbii zwanego też typem Vouga), które zamówiono na podstawie 10-letniego planu rozbudowy floty z 1930 roku. Projekt okrętu powstał w 1931 roku w brytyjskiej stoczni Yarrow Shipbuilders, która na mocy podpisanego 12 czerwca 1931 roku kontraktu zbudowała dwie jednostki i wyprodukowała siłownie dla wszystkich niszczycieli . Stocznia wzorowała się na wprowadzonym do służby w 1927 roku brytyjskim niszczycielu HMS „Ambuscade”, lekko modyfikując uzbrojenie i przystosowując okręt do stawiania min . 
„Douro” zbudowany został w stoczni Estaleiro Real de Lisboa w Lizbonie (numer budowy stoczni Yarrow 1655), przejmując nazwę po sprzedanym Kolumbii niszczycielu . Stępkę okrętu położono 3 sierpnia 1934 roku, został zwodowany 16 sierpnia 1935 roku, a ukończono go 11 lutego 1936 roku. Jednostka otrzymała tradycyjną dla niszczycieli portugalskich nazwę, pochodzącą od rzek – w tym przypadku rzeki Douro oraz oznaczenie burtowe „DR” .

## Dane taktyczno-techniczne
„Douro” był średniej wielkości niszczycielem, z klasyczną dla niszczycieli okresu międzywojennego architekturą – uskokiem kadłuba w ⅓ długości, odkrytym od góry pomostem bojowym, dwoma kominami i dwoma masztami. Długość całkowita wynosiła 98,45 metra (93,57 metra między pionami), szerokość 9,45 metra i średnie zanurzenie 3,35 metra. Wysokość metacentryczna wynosiła 4,93 metra. Wyporność standardowa wynosiła 1219 ton, a pełna 1563 tony. Okręt napędzany był przez umieszczone na śródokręciu dwa zestawy turbin parowych systemu Parsonsa z przekładniami Curtissa o łącznej mocy 33 000 KM, do których parę (o ciśnieniu 28 at) dostarczały trzy wodnorurkowe kotły Yarrow . Dwa wały napędowe poruszały dwoma trójłopatowymi śrubami, obracającymi się na zewnątrz od płaszczyzny symetrii okrętu. Prędkość maksymalna wynosiła 36 węzłów. Okręt zabierał 296 ton mazutu (maksymalnie 345 ton), co zapewniało zasięg maksymalny 3500 Mm przy prędkości ekonomicznej 15 węzłów .
Głównym uzbrojeniem artyleryjskim były cztery pojedyncze działa kalibru 120 mm (4,7 cala) Vickers–Armstrong Mark IX L/45, osłonięte maskami przeciwodłamkowymi (jedno na pokładzie dziobowym, jedno w superpozycji na nadbudówce dziobowej, jedno na pokładzie rufowym i jedno na nadbudówce rufowej, także w superpozycji), z zapasem 140 sztuk amunicji o masie 22,7 kg na lufę. Masa całkowita działa wynosiła 3400 kg, długość 5,6 metra, szybkostrzelność 12 strz./min, prędkość wylotowa pocisku 915 m/s, a maksymalna donośność 19 500 metrów (przy kącie podniesienia lufy 45°). Broń przeciwlotniczą stanowiły trzy pojedyncze dwufuntowe działka przeciwlotnicze Vickers kal. 40 mm Mark VIII L/39, z zapasem 1500 pocisków o masie 0,916 kg na lufę, umieszczone na rufowym pokładzie ochronnym (dwa) i między kominami (jedno) . Masa działka wynosiła 279 kg, prędkość wylotowa pocisku 610 m/s, maksymalny kąt podniesienia lufy 85°, donośność maksymalna 7160 metrów, a pułap 4300 metrów. Uzbrojenie uzupełniały dwa poczwórne aparaty torpedowe kal. 533 mm (21 cali), dwa miotacze bomb głębinowych z zapasem 12 bomb oraz 20 min . 
Zarówno broń artyleryjska, jak i torpedowa dysponowały systemami kierowania ogniem, wspomagane dwoma dalmierzami Vickersa, umieszczonymi na dachu pomostu: o bazie 3 metrów dla dział kal. 120 mm i 4-metrowym dla działek przeciwlotniczych. Wyposażenie uzupełniały trzy reflektory, system sygnalizacji podwodnej, echosonda, żyrokompas, radiostacja, dwie szalupy, kuter roboczy oraz dwie tratwy ratunkowe. 
W momencie wejścia do służby załoga okrętu składała się ze 127 oficerów, podoficerów i marynarzy.

## Służba
21 października 1937 roku „Douro” zderzył się w Alicante z brytyjskim statkiem „Nela”, podczas operacji osłaniającej ewakuację obywateli portugalskich z ogarniętej wojną domową Hiszpanii, uszkadzając reling. Przed wybuchem II wojny światowej „Douro” (wraz z bliźniaczymi jednostkami „Vouga” i „Tejo”) stacjonował w Lizbonie. Po wybuchu działań wojennych, mimo neutralności, okręt wraz z innymi niszczycielami uczestniczył w patrolach wzdłuż wybrzeża oraz pomiędzy Azorami i Maderą.
W latach 1943–1944 dokonano wzmocnienia uzbrojenia przeciwlotniczego okrętu, montując trzy pojedyncze działka Oerlikon 20 mm L/70 (dwa po bokach pomostu, a jedno za drugim kominem), jak również dodano na rufie dwie zrzutnie bomb głębinowych i zamontowano ASDIC  . 14 sierpnia 1945 roku nieopodal Setúbal „Douro” staranował i zatopił statek wielorybniczy. W latach 1946–1949 w Wielkiej Brytanii przeprowadzono kolejną, poważną modernizację jednostki (na mocy kontraktu na remont pięciu bliźniaczych niszczycieli o łącznej wartości 1,4 mln £, podpisanego ze stoczniami Yarrow i Vickers–Armstrong): wzmocniono przedni maszt, usunięto przedni poczwórny aparat torpedowy (przenosząc na jego miejsce działko kal. 40 mm, uprzednio umieszczone między kominami), wyremontowano kotły i turbiny, skrócono tylny komin, usunięto 3-metrowy dalmierz, zamontowano natomiast radionamiernik, radary Typ 293 i 291M, dalocelownik artyleryjski Typ 285P4 oraz 10 tratw ratunkowych. W wyniku modernizacji wyporność standardowa wzrosła do 1238 ton (pełna do 1563 ton), a liczebność załogi do 184 osób.
W 1951 lub 1952 roku okręt otrzymał nowy numer taktyczny NATO – D332.
Okręt został skreślony z listy floty grudniu 1959 roku, po 23 latach służby.